# Bouledogue
Le bouledogue français est une race canine de la famille des molosses qui apparut d'abord en Orient avec le molosse de Sumer, et dont les principales caractéristiques sont un crâne brachycéphale, un corps trapu et court près du sol, des babines pendantes et une imposante musculature. Il descend du bulldog anglais, dont il tire certaines particularités, comme le museau aplati et la mâchoire puissante. Le poil est assez court, la robe parfois bringée. Il a de longues oreilles pointées vers le haut et rondes.
Le nom bouledogue se traduit par « bull » = « taureau » et « dog » = « chien » donc « chien taureau ».
Les bouledogues sont de taille moyenne, environ trente centimètres, ce qui en fait des molosses relativement petits, aussi appelés molossoïdes.

## Origines
Les fossiles qui pourraient permettre de situer la localisation d'origine des chiens de ce type sont rares. En revanche, il existe des indices anciens de leur existence : les Assyriens ont laissé des bas-reliefs datés du Ve siècle av. J.-C., où apparaissent des chiens de ce type, proches des chiens du Tibet[réf. nécessaire].
Leurs aptitudes naturelles pour le combat en ont fait des auxiliaires prisés des groupes de guerriers barbares venant des régions orientales. La race initiale, présente depuis environ 5 000 ans dans la région du Tibet et utilisée principalement comme arme et comme assistant pour la chasse de gros gibier, a beaucoup évolué au long de son parcours vers l'Europe, du fait des contraintes de la vie nomade et des croisements avec des races locales. La race aurait été introduite en Grande-Bretagne par des navigateurs phéniciens sous le nom de « Pugnace de Bretagne », son origine provient probablement du « Molosse d'Épire ».
Leur utilisation comme animaux de combat, contre d'autres chiens, gros animaux ou contre des fauves (ours, lions, taureau, etc.) est également attestée, suscitant admiration pour leur courage. Ces pratiques n'ont commencé à régresser au Royaume-Uni qu'en 1835, lorsqu'une loi les a interdites : elles ont pourtant perduré de manière clandestine pendant un demi-siècle au moins. Ce sont ces pratiques qui lui ont donné son nom : bull-dog (bull, en anglais, signifie taureau), francisé ensuite en bouledogue.
La taille moyenne a diminué régulièrement entre leur introduction en Europe et la fin du XIXe siècle, en même temps que d'autres variations morphologiques, par sélection des individus les moins imposants.
Leur utilisation a ensuite évolué vers la chasse aux rongeurs et des buffles en Angleterre, par croisement avec des chiens de type terrier, ce qui a contribué à améliorer leur ténacité. Ces métissages successifs ont sans doute produit des individus aux oreilles droites.

## Bouledogue français

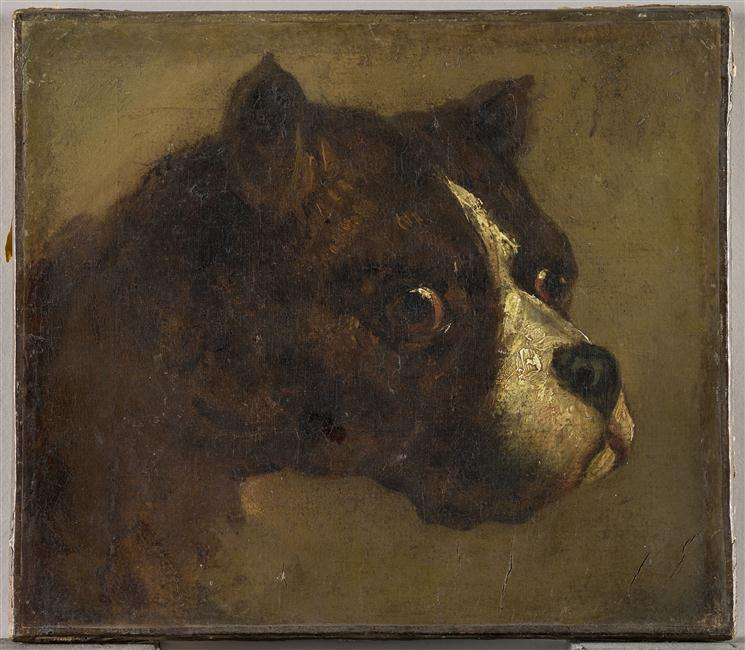
Tête de bouledogue, 1812-1816
Théodore Géricault
Musée du Louvre, Paris.

C'est vers 1850, après l’interdiction des combats de taureaux au Royaume-Uni, que le bulldog anglais fut importé en France par des ouvriers britanniques puis croisé avec un ratier des faubourgs de Paris. Son descendant, le bouledogue français, rencontre un certain succès auprès des commerçants parisiens puis comme chien de compagnie par les Occidentaux des deux côtés de l'océan Atlantique.

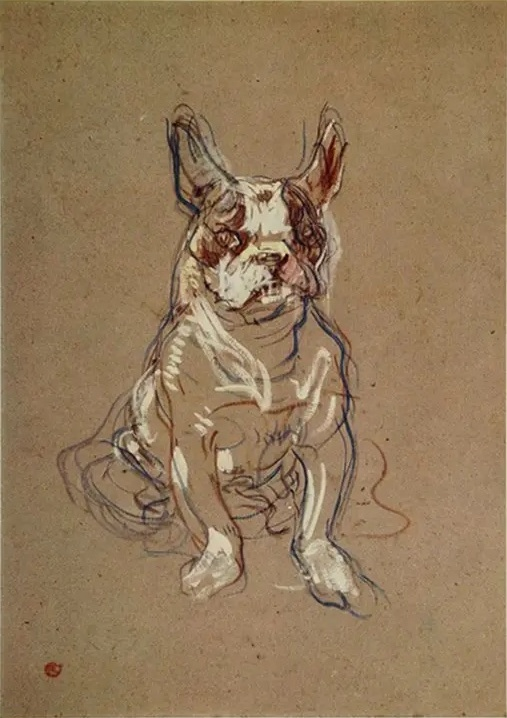
Bouboule, le chien de Palmire Dumont la tenancière de la Souris puis du Palmyr's bar, peint, en 1897, par Henri de Toulouse-Lautrec.

À la fin du XIXe siècle, le Kennel Club acceptait déjà comme canon des toy bulldogs, proches des bouledogues français. Ce qui fut l'objet de discussions interminables entre Français et Britanniques. Néanmoins les Français maintiennent l'idée que le canon de la race leur appartient et que la race existait bien avant. Il est probable que ces toy bulldogs s'accouplèrent avec de petits ratiers français et que de ces croisements apparut ce petit chien de onze kilos, plus proche du bouledogue que du ratier. Une sélection devait donner la préférence aux oreilles droites plutôt que repliées et à un corps plus trapu. Ces chiens étaient à la fois utilisés pour la chasse des rongeurs indésirables et comme chien de compagnie, notamment auprès des bouchers des quartiers de la Villette et des Halles à Paris, ou encore auprès des prostituées chez qui leur originalité séduisait les visiteurs. À cette époque, Toulouse-Lautrec adora ces petits chiens amusants, effrontés, avec une frimousse remarquable. La popularité de ce chien croissait auprès de certains amateurs comme Édouard VII qu'on peut voir sur certaines photographies en compagnie de son bouledogue français appelé Peter. Le bouledogue français fut également la coqueluche de Mistinguett, Colette et Yves Saint Laurent. La race connut un succès fracassant jusqu'aux États-Unis où des personnalités comme Joséphine Baker s'entichèrent de leur petit animal. Avec les difficultés et les affres des guerres mondiales, beaucoup d'éleveurs de chiens abandonnèrent leur élevage, si bien que cette race a progressivement perdu sa notoriété. On remarque cependant à partir de 1980 un regain pour l'élevage du bouledogue français, devenu très à la mode depuis les années 2000 . Les bouledogues français sont parfois appelés « boubou » ou « bouli » par les passionnés.
En 2024, pour la troisième année consécutive, le bouledogue français, ou Frenchie, arrive en tête du classement annuel des chiens de race les plus répandus aux États-Unis. Ce petit chien, à la fois attachant et controversé, continue de gagner en popularité.
Au Canada, le bouledogue français est la 5e race de chien la plus populaire entre 2015 et 2020, selon le club canin canadien.

### Caractère
Le bouledogue français est un chien fidèle et amical. Il adore son maître. En général, la cohabitation avec d'autres animaux se passe bien. Le bouledogue français est joueur et facétieux, son éducation est aisée tant il a envie de faire plaisir à son maître[réf. nécessaire]. Toutefois, du fait de sa morphologie, il convient de respecter l'animal et lui donner suffisamment d'exercice pour entretenir ses muscles, tout en veillant à ne pas trop lui en demander tant que sa croissance n'est pas terminée. Un fait connu des bouledogues français est aussi qu'il déteste prendre un bain[pertinence contestée]. Cependant, il peut être difficile de leur apprendre la propreté.

## Santé
Du fait de leur face écrasée, les bouledogue sont prédisposés au syndrome brachycéphale, un ensemble de troubles respiratoires nécessitant parfois une chirurgie.
Les caractéristiques génétiques telles que le nez très écrasé et leur taille très courte vient de la sélection de l'homme. En effet, les individus sélectionnés pour les reproductions dans un but esthétique sont souvent des individus présentant un sur typage.
En outre, les bouledogues, du fait de leur structure massive, sont de piètres nageurs: il est fortement déconseillé de les laisser seuls à proximité d'un point d'eau.

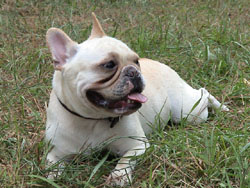
Bouledogue français blanc.
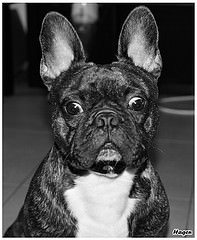
Bouledogue français bringé.
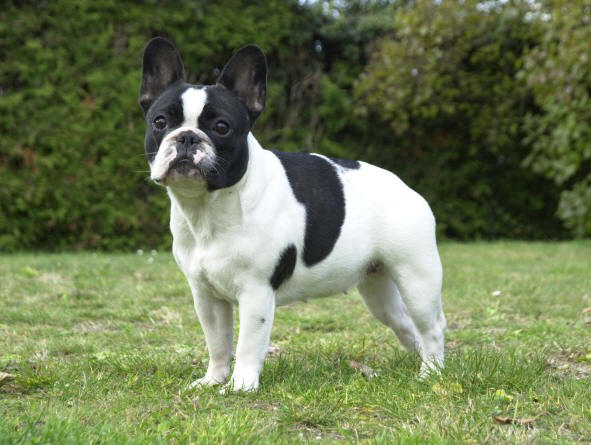
Bouledogue français caille.
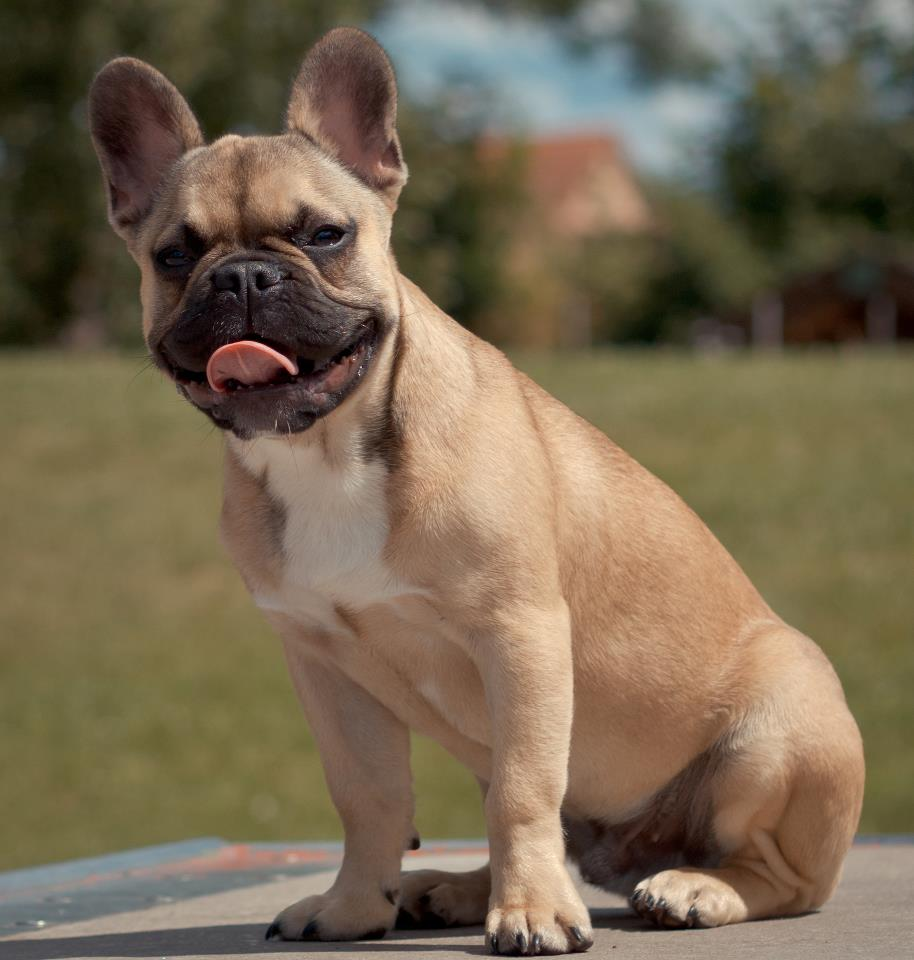
Bouledogue français fauve.
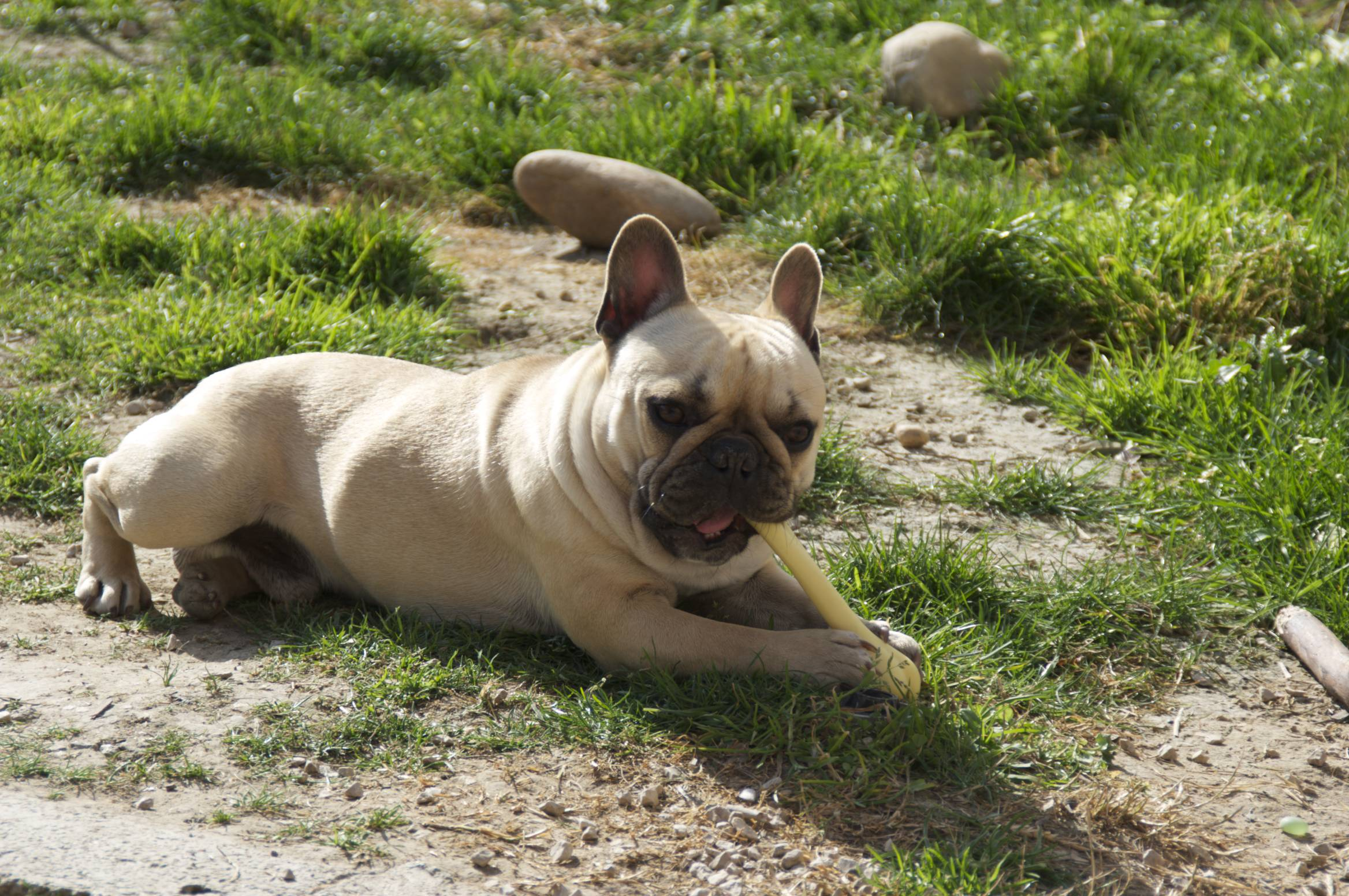
Bouledogue français, robe fauve, mâle, âgé de 16 mois.
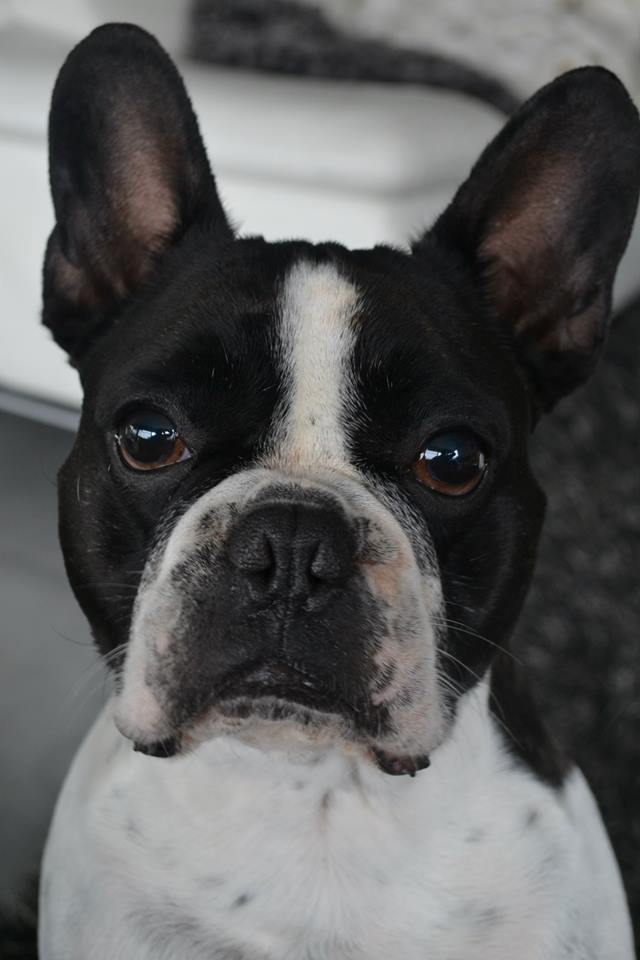
Bouledogue français.
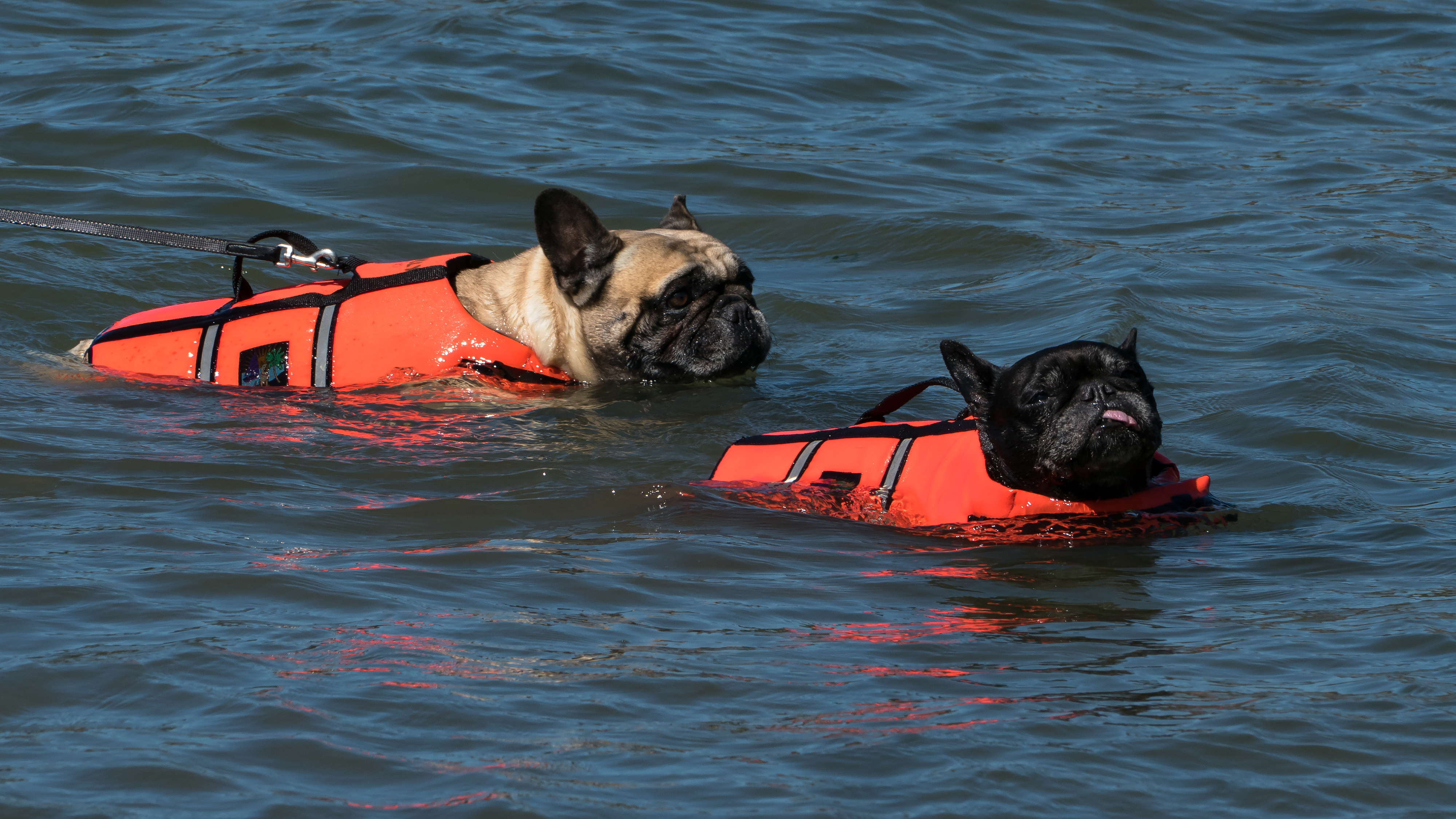
Deux bouledogues en train de nager, aidés par gilets, dans le Brofjorden à Lysekil en Suède, août 2017.
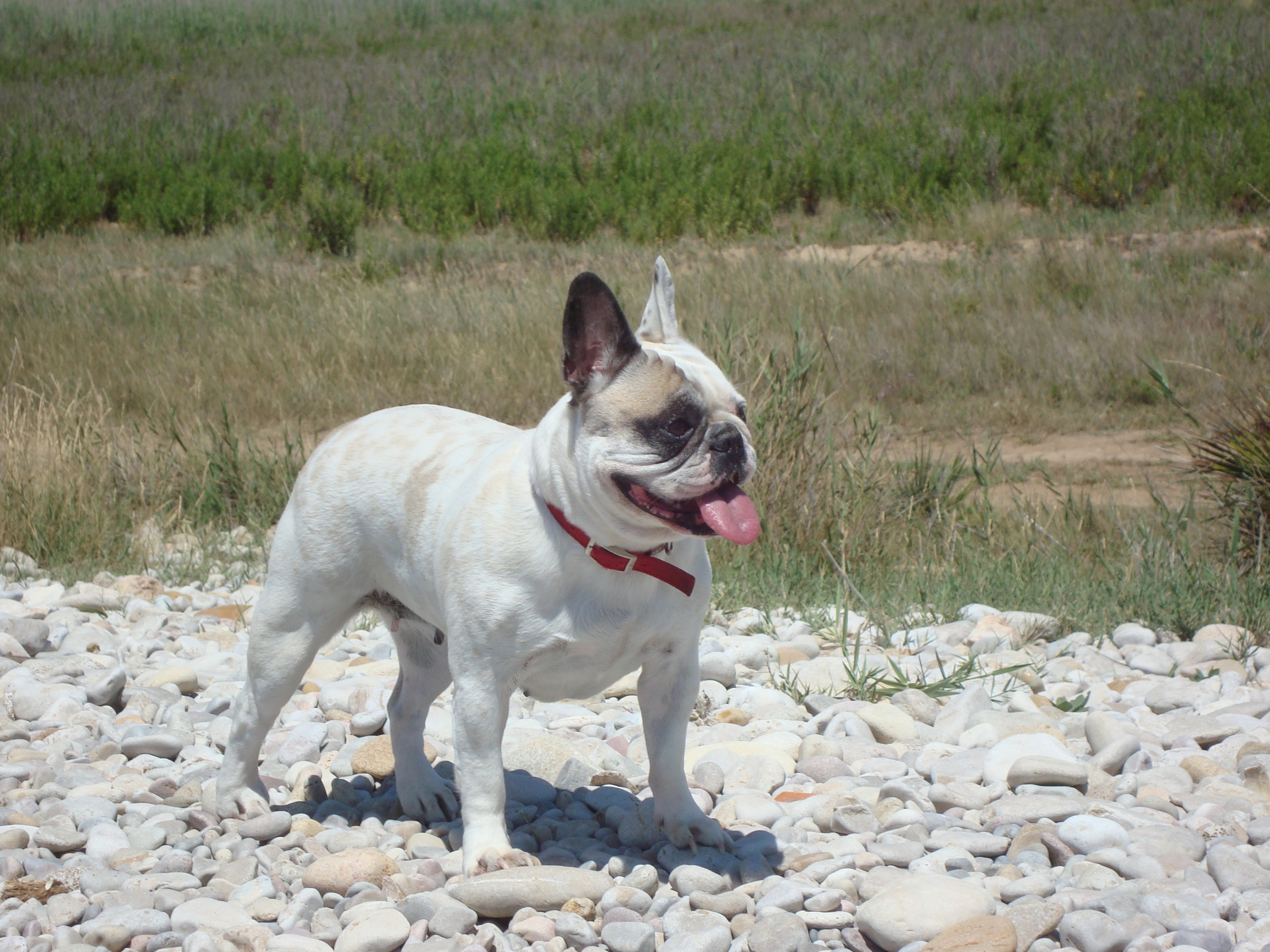
Bouledogue français.